# ریشارد هانکه
ریشارد هانکه (انگلیسی: Richard Hanke; ۱۸ مارس ۱۹۱۰ – ۲ سپتامبر ۱۹۸۰) بازیکن فوتبال اهل آلمان بود.
از باشگاه‌هایی که در آن بازی کرده‌است می‌توان به باشگاه فوتبال رن، باشگاه فوتبال لو آور، و باشگاه فوتبال متس اشاره کرد.
وی همچنین در تیم ملی فوتبال آلمان بازی کرده‌است.